# 성호동
성호동(城湖洞)은 경상남도 창원시 마산합포구에 있는 법정동이다. 1946년부터 2016년 12월 31일까지 행정동으로 존재하다가, 2017년 1월 1일 오동동으로 통합되었다.

## 개요
성호동은 본래 합포현 지역으로 조선 태종때 창원부에 편입되고, 1910년 마산부 외서면에 편입 되었다. 1914년 행정구역 통합으로 일제식으로 신정, 석정의 일부에 속했다가 1946년 성호동과 추산동으로 고쳐져 불려왔다. 1997년 5월 12일 다시 행정구역을 변경하여 추산동과 성호동을 통합 "성호동"으로 개편하고 현재 구 추산동사무소를 정점으로 동정을 펼치고 있다. 무학산의 사면에 있는 독립구릉인 추산의 산록을 따라 발달하고 있고 자산동과의 경계지점에는 고려 원종 때 원나라가 일본을 정벌하고자 군대를 합포에 주둔시키고 식수를 확보하기 위하여 팠던 몽고정이 있다.
성호초등학교는 100년이 넘는 역사를 가지고 있으며, 추산공원에는 시립박물관과 창원이 낳은 세계적인 조각가 문신 선생의 문신미술관이 있는 곳이다. 자산동과 경계 지점에는 몽고정이 있다.

## 교육
- 성호초등학교

## 볼거리
- 창원시립문신미술관